# Шломо ібн Гвіроль
Шломо ібн Гвіроль (*бл. 1022 — бл. 1057) — єврейський поет та філософ часів Кордовського халіфату. Християни знали його під ім'ям Авіцеброн, араби — ібн Езра.

## Життєпис
Народився у 1021 або 1022 році в м. Малага. Був сином впливового чиновника Габріеля, що мав вплив при дворі халіфа Гішама II, та вимушений був залишити Кордову після вступу на трон Сулаймана ібн аль-Хакама. Ще дитиною втратив батьків. Шломо здобув освіту в Сарагосі, де вивчав талмуд, граматику, геометрію, астрономію і філософію. У 1039 році залишив Сарагосу. Соломон ібн Гвіроль після 1045 року жив у Гранаді, потім у Валенсії. Далі вів життя мандрівного філософа.

## Творчість
Поет і філософ, він використовував давньогебрейську мову в своїх працях з філології та у віршах, що розповідали про вино, кохання, пошук мудрості, самоті розуму і песимізмі, викликаному людськими слабостями. Соломон був автором літургійних поем. Найвідомішими є «Я господар, і пісня є моїм рабом», де перефразовано 613 заповідей юдаїзму. У 1041 році написав вірш, що складався з 400 рядків, що відображав гебрейський алфавіт та акростих, який був відображенням граматики івриту.
Був прихильником неоплатонізму. З його слів відомо про 12 філософських праць. Ібн Гвіроль видав кілька філософських творів арабською мовою, зокрема «Виправлення якостей душі» (1045 рік) і «Джерело життя» (відомий у латинському перекладі Домініка Гундіссаліна як «Fans vitae», бл. 1050 року). У першій праці він прагнув визначити етичні норми життя, у другому — розмірковував про Бога, мудрості і волі. «Джерело життя» мало значний вплив на творчість Вільгельма де Овернь, Олександра Гельського, Джона Дунса Скота. У 1047 році склав збірку прислів'їв «Вибір перлів».